# Acinonyx jubatus venaticus
O guepardo-asiático ou chita-asiática (Acinonyx jubatus venaticus) também chamado de guepardo-iraniano é uma subespécie Em perigo critico de guepardo (Acinonyx jubatus), atualmente restrito ao Irã. No passado já habitou a península arábica, a região do mar do Cáspio, Paquistão e Índia, mas foi extinto nestas regiões no inicio do século XX. 
O guepardo asiático atualmente sobrevive em áreas protegidas na região árida oriental e central do Irã, onde a densidade populacional humana é muito baixa. Entre dezembro de 2011 e novembro de 2013, 84 guepardos foram avistados em 14 áreas protegidas diferentes e 82 indivíduos foram identificados a partir de fotografias. Em dezembro de 2017, a população foi estimada em 50 animais distribuídos em 3 subpopulações dispersas por mais 140.000 quilômetros quadrados mo planalto central do Irã. A fim de aumentar a conscientização internacional para a conservação do guepardo asiático, sua imagem foi estampada na camiseta da seleção iraniana de futebol na copa do mundo de 2014.  
O guepardo asiático se separou de seu parente africano entre 32.000 e 67.000 anos atrás. Durante a colonização britânica na Índia, os guepardos asiáticos eram mantidos em grandes números em cativeiro pela realeza indiana e treinados para caçar antílopes selvagens. 

## Evolução
Os resultados de um estudo filogenético de cinco anos sobre as subespécies de guepardos indicam que as populações de chitas africanas e asiáticas se separaram a pelo menos cerca de 32.000 e 67.000 anos atrás e são geneticamente distintas. Amostras de DNA mitocondrial foram coletados de 94 guepardos em nove países diferentes. A população do Irã é considera monofileticamente autóctone e os últimos representantes da subespécie asiática. 

## Características
O guepardo tem um corpo muito magro e um peito muito profundo, que faz com que seja parecido com um cão. Tem uma cabeça pequena e arredondada, com um focinho longo para um felino, orelhas pequenas e olhos posicionados sobre o crânio. Possui linhas lacrimais pretas e distintas percorrendo a partir do olho para baixo através dos lados dos olhos até a boca, talvez para não sofrer com o sol nos olhos, ajudando os animais durante a caçada.
O manto da parte de trás do guepardo varia de amarelo-laranja a amarelo vivo sendo o tórax e o abdômen brancos. Ele tem pequenas manchas circulares pretas, parecidas com as dos leopardos. Em adultos a ponta da cauda possui dois anéis, com o último elo muito mais amplo. Ao contrário de outros felinos, as garras dos guepardos adultos não são totalmente retráteis, embora os filhotes de até seis meses consigam retraí-las. A cabeça e corpo dos guepardos adultos asiáticos mede 112–135 cm de comprimento com um rabo 66–84 cm, assim como os "primos" africanos. Eles podem chegar a um peso de 34–54 kg, com os machos sendo ligeiramente maiores do que as fêmeas. O guepardo é o animal terrestre mais rápido do mundo. Foi pensado anteriormente que a temperatura corporal de uma chita aumenta durante a caçada devido a alta atividade metabólica. Em um curto período de tempo durante uma perseguição, um guepardo pode produzir até 60 vezes mais calor do que quando está repousando, com grande parte do calor, produzido a partir da glicólise, armazenado provavelmente para aumentar a temperatura corporal.

## Distribuição geográfica e habitat
O guepardo prospera em áreas abertas, como planícies, regiões semi-desérticas e outros habitats abertos onde presas estão disponíveis. O guepardo asiático habita principalmente áreas de deserto na metade oriental do Irã, a maioria vive em cinco áreas protegida, o parque nacional de Kavir, o parque nacional de Touran, a área protegida de Bafq, o Refúgio da vida selvagem de Dar e Anjir e a reserva natural de Naybandan. Durante a década de 1970, estima-se que cerca de 200 guepardos asiáticos viviam em 11 áreas protegidas do Irã. No final da década de 1990 a população caiu para 50 a 100 indivíduos. Durante um inquérito de fotografias tiradas por câmeras realizados em 18 áreas protegidas entre 2001 e 2012, um total de 82 indivíduos foram registrados e identificados. destes, apenas seis foram acompanhados por mais de 3 anos, neste mesmo período de tempo 42 morreram divido a caça furtiva, atropelamentos e por causas naturais.   

### Distribuição original

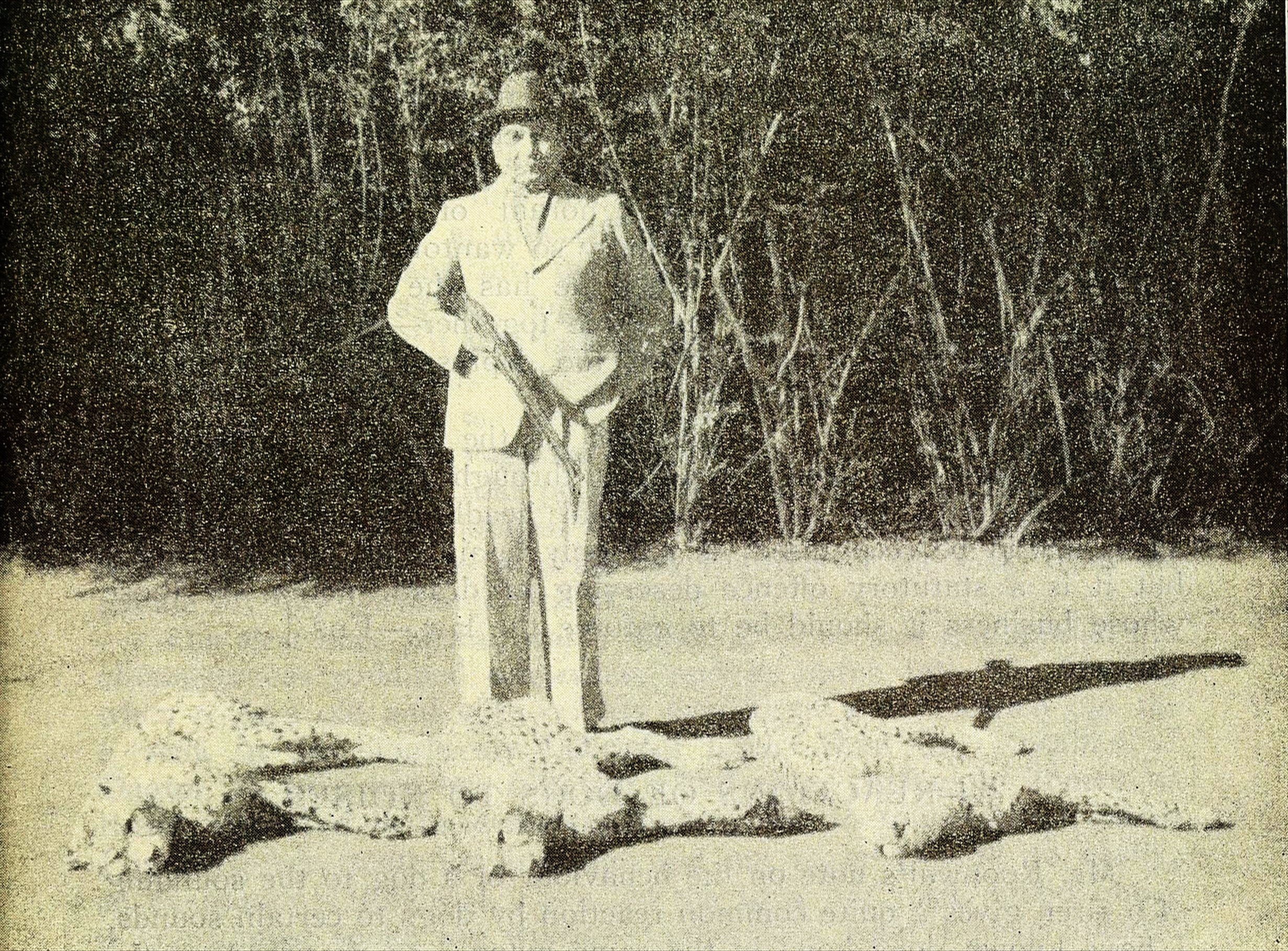
Maharajah Ramanuj Pratap Singh Deo matou os 3 últimos guepardos da Índia em 1948, desde então o guepardo asiático é considerado extinto no país.

Originalmente o guepardo asiático habitou a península arábica, o cáucaso, a ásia central, o Afeganistão, Paquistão e Índia. Na Turquia já estava extinto no século XIX. No Iraque, o guepardo ocorreu no deserto a oeste de Basrah, tão recentemente como 1926. Na península no sinai, um avistamento de dois guepardos foi relatado em 1946. Ocorreu no norte e sudeste da península arábica e no Kuwait antes de 1974. No Omã e no Iêmen a última chita conhecida foi avistada em 1963 e 1977 respectivamente. 
Na ásia central, a caça desenfreada de guepardos e suas presas, invernos severos e conversão de seu habitat em campos cultivados e de pastagem para o gado contribuirão para o declínio da população, e são considerados extintos nesta região desde 1984, quando o último registro confirmado de um guepardo asiático foi feito no Afeganistão. 
Na Índia, o guepardo ocorreu em Rajputana, Punjab, Sind e ao sul do Ganges, desde Bengala até a parte norte do planalto de Deccan. Também estava presente no distrito de Kaimur, Derrah e outras regiões do deserto do Rajastão e partes do Gujarat e da Índia central;
Na atualização de 2015 da lista vermelha da UICN, o guepardo asiático foi considerado regionalmente extinto no Iraque, na Ásia central, Afeganistão, Paquistão e Índia. 

## Ecologia e comportamento
A maioria dos avistamentos de chitas asiáticas no refugio da vida selvagem de Miandasht entre janeiro de 2003 e março de 2006 ocorreu durante o dia e perto de cursos da água, essas observações sugerem que elas são mais ativas quando sua presa é. Os dados de capturas de câmeras obtidos entre 2009 e 2011 indicam que os guepardos tendem a viajar longas distâncias, uma fêmea foi registrada em duas áreas protegidas que estão separadas a cerca de 150 quilômetros e são cruzadas por uma ferrovia e duas rodovias. 3 irmãos machos jovens e um adulto foram registrados em três reservas diferentes, indicando que eles possuem amplos territórios. 

### Dieta

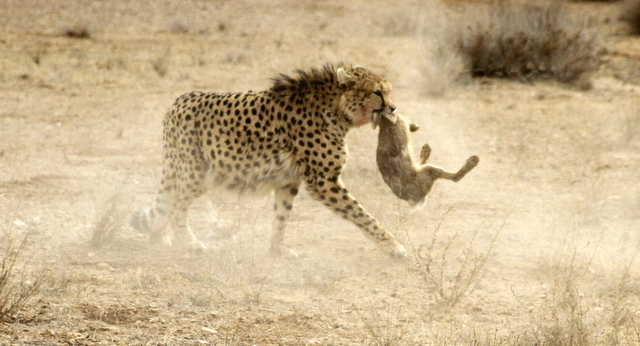
guepardo asiático caçando uma lebre do cabo

A chita asiática caça herbívoros de tamanho médio, que inclui chinkaras, gazelas, ovelhas selvagens, cabras selvagens e lebres do capo. Na reserva da biosfera de Turan, os guepardos vivem em uma ampla gama de habitats, mas preferem áreas próximas a fontes de água. Este habitat se sobrepõe a 61% com ovelhas selvagens, 36% com onagros e 30% com gazelas. Na Índia, antes de se tornar extinto o guepardo se alimentava de chinkaras, cervos chital, antílopes nilgos e cervicapras. Antes do final do século X no trans-cáucaso, quando as condições eram diferentes, números de ungulados como veados e javalis, eram grandes o suficiente para sustentar predadores como o leão e o guepardo asiático. Eventualmente, quando o número de seres humanos aumentou e as condições ambientais mudaram, o número de ungulados diminuiu, afetando os predadores que se alimentavam deles, embora os tigres do Cáspio tenham conseguidos sobreviver até o século XX, o guepardo asiático foi extinto nesta região provavelmente no século XIII, porém grandes felinos ainda habitam por lá como é o caso do leopardo persa.  

#### Reprodução

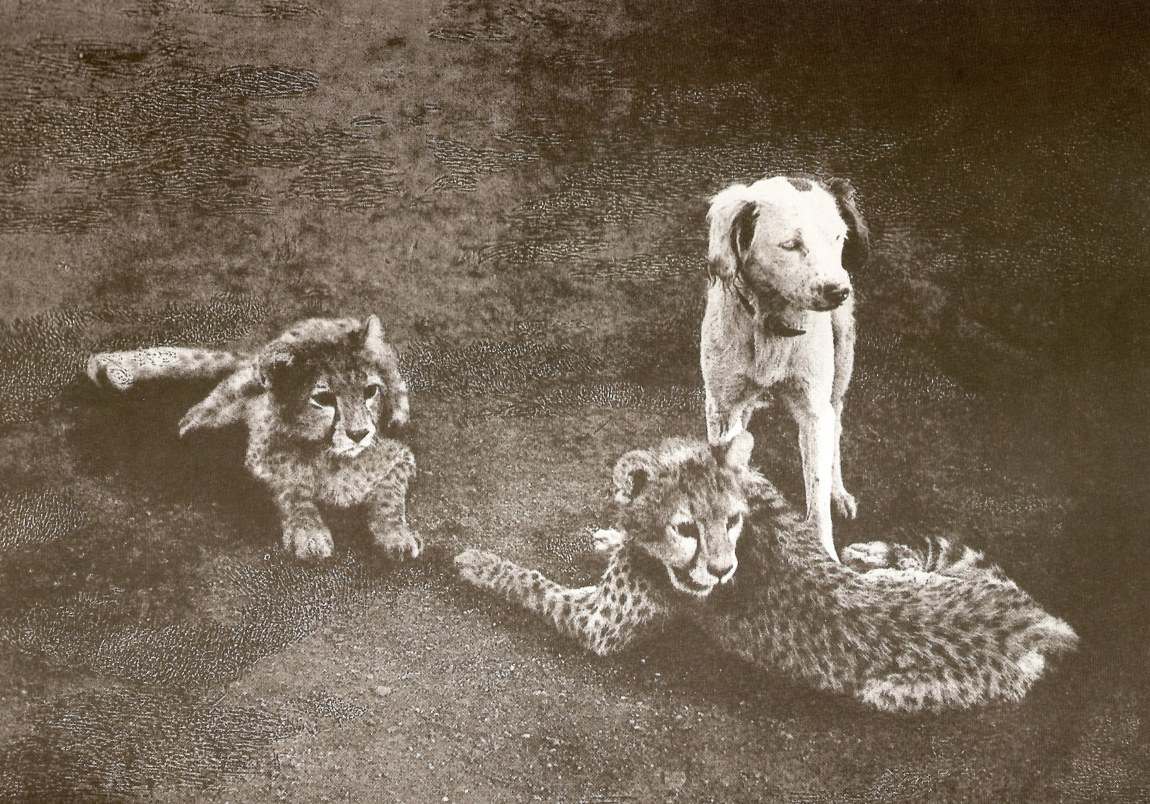
filhotes de guepardo asiático e um cão

A evidencias de que as fêmeas raramente criam filhotes com sucesso, e que este fator depende da disponibilidade de presas. Algumas observações feitas no irã indicam que elas se reproduzem o ano todo, geralmente dando a luz a ninhadas de 1 a 4 filhotes.

## Conservação
A subespécie está classificada como "em perigo crítico" pela União Internacional para a Conservação da Natureza e dos Recursos Naturais (IUCN) desde 1996, devido a distribuição restrita e a baixa densidade populacional. O Irã é o único país onde o guepardo ocorre naturalmente e a população na natureza está estimada em menos de 100 animais, sendo que menos da metade representa indivíduos aptos à reprodução.